# Wojna wietnamska
Wojna wietnamska (zwana też drugą wojną indochińską, wojną amerykańsko-wietnamską, amerykańską interwencją w Wietnamie) – działania militarne na Półwyspie Indochińskim w latach 1955–1975. W konflikt zaangażowane były z jednej strony komunistyczna Demokratyczna Republika Wietnamu (Wietnam Północny, wspierany przez inne państwa socjalistyczne, gł. Związek Radziecki oraz Chiny, ale też w mniejszym stopniu przez niektóre państwa niesocjalistyczne, np. Szwecję) i wspierane przez to państwo organizacje komunistyczne w Wietnamie Południowym, Laosie i Kambodży, a z drugiej strony Republika Wietnamu wraz z międzynarodową koalicją obejmującą Stany Zjednoczone i ich sojuszników – Koreę Południową, Tajlandię, Australię, Nową Zelandię i Filipiny. Wbrew swojej woli stronami konfliktu stały się również Kambodża i Laos.
Walki toczyły się na terytoriach Wietnamu Południowego, Laosu i Kambodży. Amerykańskie naloty bombowe objęły także terytorium Wietnamu Północnego.

## Zimna wojna
Na początku lat sześćdziesiątych XX wieku wielu analityków (np. William Bundy, Henry Cabot Lodge, Henry Kissinger, Dean Rusk) uznało, że kraje bloku komunistycznego nie będą w stanie osiągnąć poziomu życia bogatych państw zachodnich, co w praktyce wykluczało możliwość dojścia do władzy w państwach Zachodu partii komunistycznych gotowych do przystąpienia do bloku wschodniego. Posiadanie przez obie strony ogromnych ilości broni jądrowej wykluczało w zasadzie zbyt agresywne działania, które mogłyby doprowadzić do bezpośredniej konfrontacji między Stanami Zjednoczonymi i ZSRR. Silne sojusze zaczepno-obronne w Europie oznaczały, że wszelkie interwencje zbrojne, przedsięwzięte na tym kontynencie przez którąkolwiek ze stron, byłyby zbyt ryzykowne.
Równocześnie jednak przed ZSRR i innymi państwami socjalistycznymi, jak Chiny czy Kuba, otworzyły się nowe możliwości, gdyż ideologia komunistyczna zaczęła zyskiwać szeroką popularność w krajach Trzeciego Świata. Wielu ludzi w tych krajach sądziło, że komunizm jest najlepszą drogą na szybkie wyjście z biedy i zacofania. Ponadto w krajach gdzie władały rządy postkolonialne, bardzo często wspierane przez Wielką Brytanię, Francję czy Stany Zjednoczone, komunizm – dzięki wsparciu materialnemu ze strony ZSRR – stał się popularną ideologią wśród ruchów antykolonialnych i narodowowyzwoleńczych.
Rząd Stanów Zjednoczonych doszedł do wniosku, że ZSRR i Chiny mogą zwyciężyć w zimnej wojnie przez stopniowe instalowanie rządów komunistycznych w większości krajów Trzeciego Świata. Agresywne zaangażowanie państw socjalistycznych w Trzecim Świecie wskazywało, że przyjęły taką właśnie strategię. W przypadku realizacji takiego scenariusza kraje Zachodu stałyby się wyspami otoczonymi przez kraje komunistyczne i ulokowane na ich terytoriach radzieckie bazy wojskowe.

## Przyczyny
W latach trzydziestych XX wieku przewagę w wietnamskim ruchu wyzwoleńczym, którego działania wymierzone były przeciwko francuskim władzom kolonialnym, zdobyli komuniści. W latach okupacji japońskiej powstał na tym obszarze kierowany przez komunistów ruch partyzancki Việt Minh, a w grudniu 1944 roku z połączenia oddziałów partyzanckich utworzona została Wietnamska Armia Ludowa, na której czele stanął Võ Nguyên Giáp. 13 sierpnia 1945 roku wybuchło antyjapońskie powstanie narodowe, zaś 2 września Hồ Chí Minh proklamował powstanie Demokratycznej Republiki Wietnamu. Francja nie miała jednak zamiaru rezygnować z imperium kolonialnego w Indochinach. W wyniku kilkuletniej (1946–1954), krwawej wojny, znanej jako I wojna indochińska, Francja – po klęsce pod Dien Bien Phu – postanowiła podpisać traktat pokojowy z komunistami i wycofać się z północnego Wietnamu. Skończyło się na zawarciu zawieszenia broni.
Na mocy porozumień genewskich z 1954 roku Wietnam został tymczasowo podzielony wzdłuż 17. równoleżnika. Na północy powstało komunistyczne państwo pod nazwą Demokratyczna Republika Wietnamu (DRW), a na południu niekomunistyczne państwo pod nazwą Republika Wietnamu (RW) pod rządami marionetkowego cesarza Bảo Đạia, którego w 1956 roku odsunął od władzy jego premier Ngô Đình Diệm, stając się prezydentem z woli Amerykanów. Oddziały Wietnamskiej Armii Ludowej (WAL) wycofały się na północ, a bojownicy Việt Minhu na południu przeszli do konspiracji. O dalszych losach całego kraju miały, zgodnie z postanowieniami konferencji, zadecydować przeprowadzone w przyszłości (1956) wolne wybory.
W 1951 ze względów taktycznych rozwiązano Komunistyczną Partię Indochin. Na jej miejsce utworzono Wietnamską Partię Pracujących (Lao Động). Miało to sugerować, że wietnamscy komuniści nie roszczą sobie pretensji do opanowania pozostałych krajów dawnych Indochin Francuskich: Laosu i Kambodży. W Laosie i Kambodży utworzono formalnie niezależne, lecz kontrolowane wówczas przez Wietnamczyków organizacje komunistyczne: Ludowo-Rewolucyjną Partię Kampuczy oraz Pathet Lao (później także Laotańską Partię Ludową). Działalność tych grup przyczyniła się do przeniesienia wojny również na tamte kraje (konflikt laotański).

## Początek wojny
Porozumienia genewskie przewidywały przeprowadzenie wyborów po obu stronach 17 równoleżnika (tymczasowej linii demarkacyjnej) do 20 lipca 1956 roku oraz jedność i integralność terytorialną kraju. Jednak wspierany przez USA premier Ngô Đình Diệm odwołał wybory, motywując swoją decyzję brakiem możliwości przeprowadzenia uczciwych wyborów na północy ze względu na brak pluralizmu i wolności politycznej w rządzonej przez komunistów części kraju. Obawiał się także porażki w starciu wyborczym z twórcą niepodległego Wietnamu Hồ Chí Minhem. Zamiast tego proklamował powstanie Republiki Wietnamu. Władze Stanów Zjednoczonych stały na stanowisku, że sprawy należy zostawić narodowi wietnamskiemu, a ZSRR i ChRL sugerowały, by przyjąć do ONZ oba państwa wietnamskie.
W październiku 1957 roku miejscowi komuniści sformowali, na polecenie Hanoi, 37 uzbrojonych oddziałów i rozpoczęli pierwsze działania przeciwko rządowi w Sajgonie. Początkowo ograniczały się one do sporadycznych zamachów na przedstawicieli administracji i podporządkowywania sobie ludności wiejskiej na bardziej odludnych terenach. Jednak ich działania nie zyskały wsparcia przywódcy komunistów północnowietnamskich. Hồ Chí Minh odwodził swych towarzyszy z południa od „prowokowania reżimu Diệma”, bowiem „na rewolucję jest jeszcze za wcześnie”.

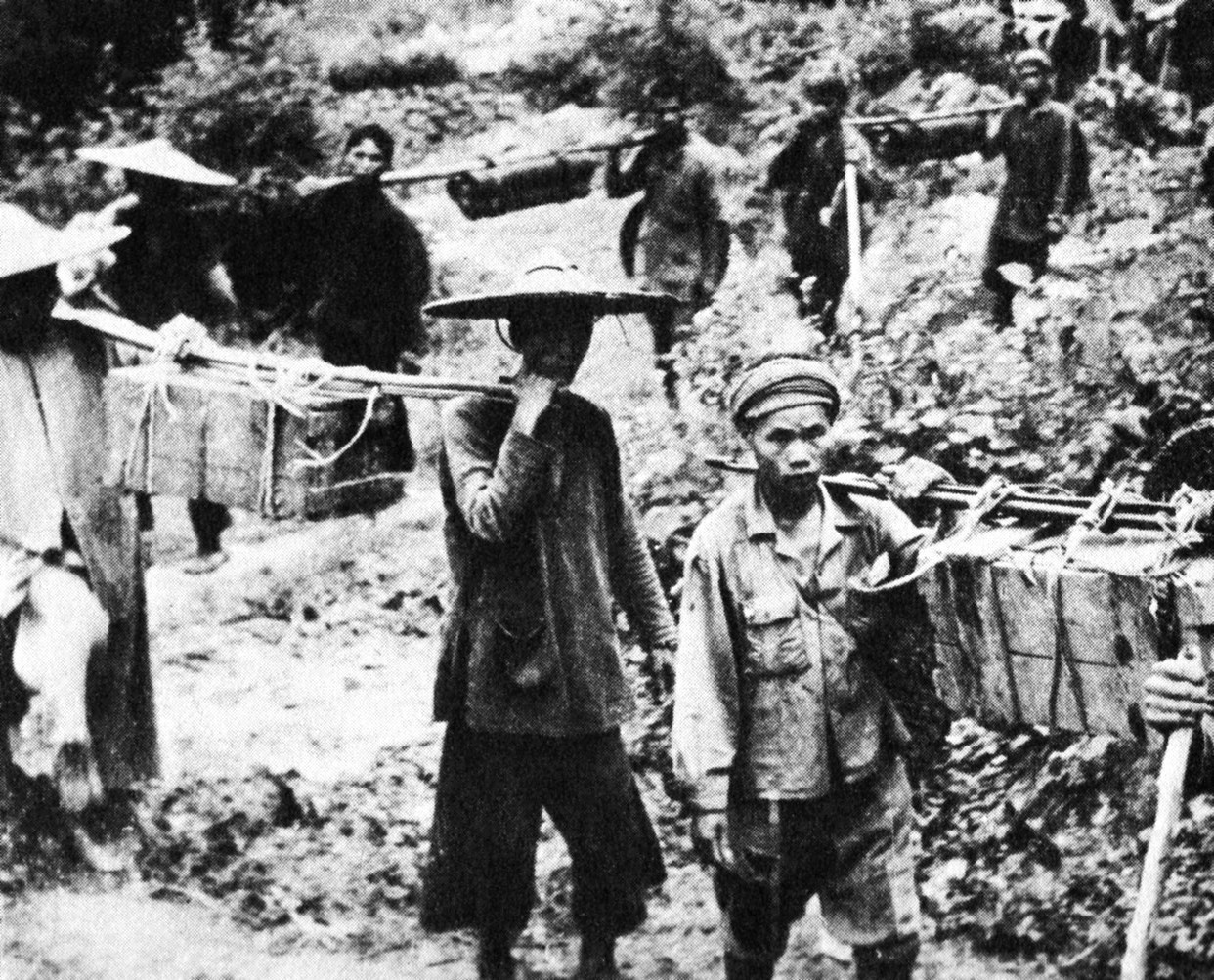
Laotańscy kulisi na szlaku Ho Chi Minha zmierzający z dostawą na południe (przechwycona fotografia Wietkongu, 1959)

W 1958 roku, na 15. plenum Wietnamskiej Partii Pracujących, Biuro Polityczne większością głosów (wbrew Hồ Chí Minhowi) podjęło decyzję o poparciu powstania komunistycznego na południu. Od tej chwili rozpoczęto przerzucanie na terytorium Republiki Wietnamu kadr partii komunistycznej i żołnierzy – pierwszych kilka tysięcy wysłano do Wietnamu Południowego już w 1959 roku. Podjęto też budowę tzw. szlaku Ho Chi Minha, służącego do transportu na Południe oddziałów wojskowych i zaopatrzenia. Szlak biegł z Wietnamu Północnego wzdłuż granicy Wietnamu Południowego przez kontrolowane przez wietnamskich komunistów tereny Laosu i Kambodży.
W efekcie siła bojowa wojsk komunistycznych w Wietnamie Południowym rosła w szybkim tempie, stając się poważnym zagrożeniem dla stabilności tego państwa. W latach 1960–1965 liczebność sił partyzanckich, zwanych dla celów propagandowych Wietkongiem, miała wzrosnąć z 9 tysięcy do 130 tysięcy, z czego ponad 35 tysięcy stanowić mieli żołnierze północnowietnamscy, ale są to dane szacunkowe. W początkach roku 1968 komuniści mieli na terytorium Wietnamu Południowego 50–55 tysięcy żołnierzy armii regularnej wspieranych przez 60 tysięcy partyzantów „twardego jądra” i 190 tysięcy „miejscowych” (działających nocą, a w ciągu dnia udających spokojnych wieśniaków).
W 1960 roku z inicjatywy Wietnamskiej Partii Pracujących powstał Narodowy Front Wyzwolenia Wietnamu Południowego (NFW). Był to klasyczny „front ludowy”, stworzony na wzór wcześniejszego Việt Minhu. Strategia tworzenia frontów ludowych została wcześniej wielokrotnie wykorzystana z sukcesem przez komunistów w wielu krajach świata, w tym w Europie Wschodniej. NFW miał sprawiać wrażenie reprezentacji większości społeczeństwa Wietnamu Południowego. Formalnie w jego skład wchodziło 30 organizacji politycznych i społecznych. W rzeczywistości był strukturą całkowicie kontrolowaną przez Lao Động, odgrywając rolę oficjalnej przykrywki. Część organizacji wchodzących w skład NFW została wcześniej utworzona w tym celu przez komunistów, role kierownicze w nich sprawowali sympatycy lub członkowie partii komunistycznej, oddelegowani w celu „pełnienia obowiązków” związkowców, przywódców organizacji młodzieżowych czy rolniczych.
Do wsparcia Wietkongu rekrutowano również ochotników z krajów bloku socjalistycznego, w tym także z PRL. Rekrutację do Wietnamu prowadziła Wojskowa Służba Wewnętrzna. Do 1966 roku zgłosiło się 68 ochotników, w tym obecny kompozytor Jerzy Satanowski. Nie ma jednak żadnych dowodów, by polscy ochotnicy faktycznie zostali wysłani do Wietnamu. Nie potwierdził tego również żaden z odnalezionych w 2014 byłych ochotników.
W roku 1961 Diệm zwrócił się z prośbą do nowo wybranego prezydenta USA Johna F. Kennedy’ego o zwiększenie amerykańskiej pomocy. Kennedy podjął decyzję, skutkiem czego 11 grudnia 1961 roku do portu w Sajgonie przybył okręt transportowy USS „Core”, który przywiózł 33 śmigłowce H-21 C z załogami i personelem naziemnym. Liczba Amerykanów w Wietnamie wzrosła do 1500.

## Zaangażowanie Stanów Zjednoczonych

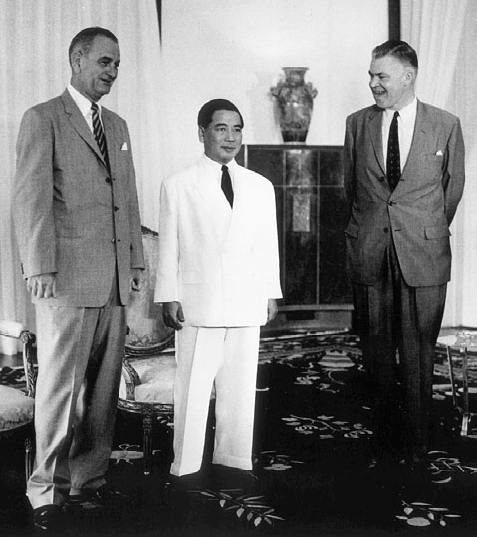
Lyndon B. Johnson i Ngô Đình Diệm

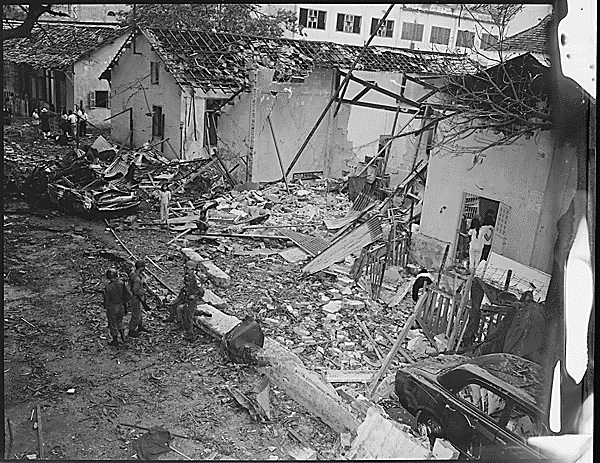
Brinks Hotel w Sajgonie po zamachu bombowym Wietkongu 24 grudnia 1964. Dwóch amerykańskich oficerów zostało zabitych

Początkowo amerykańskie zainteresowanie Wietnamem było niewielkie, jednak Amerykanie obawiali się, że zajęcie przez komunistów całego Wietnamu będzie krokiem na drodze do stopniowego opanowania przez nich całej Azji, zgodnie z tak zwaną „teorią domina”. Dlatego Stany Zjednoczone, po odejściu Francuzów, postanowiły poprzeć zbrojnie i finansowo antykomunistyczny rząd Wietnamu Południowego.
W latach 1956–1960 Stany Zjednoczone udzielały wsparcia pod postacią nielicznych (w roku 1959 było ich zaledwie 300) doradców wojskowych z Military Assistance Advisory Group (MAAG), jednak z czasem przerodziło się ono w rosnące zaangażowanie militarne. W wyniku zorganizowanego w listopadzie 1963 roku puczu wojskowego zgładzony został niepopularny w społeczeństwie Ngô Đình Diệm, jednak nie udało się ustanowić stabilnej władzy w państwie.
W lipcu 1964 nowy amerykański prezydent Lyndon B. Johnson, który objął urząd po śmierci Kennedy’ego, wydał polecenie zwiększenia obecności militarnej w Wietnamie Południowym. Wysłano więc kolejnych doradców wojskowych, zwiększając łączną liczbę wojsk USA w tym kraju do 21 tysięcy. Dowódcą tych sił został generał William Westmoreland, który w ciągu czterech lat, jakie spędził w Wietnamie, popełnił wiele kardynalnych, tragicznych w skutkach błędów, co zarzucał mu m.in. ówczesny ambasador USA w Sajgonie, Henry C. Lodge.
Od połowy lat pięćdziesiątych CIA prowadziła tajne operacje dywersyjne przeciwko Wietnamowi Północnemu. Polegały one na nocnych rajdach komandosów – południowowietnamskich, nacjonalistycznych chińskich (tajwańskich) i południowokoreańskich – zwerbowanych i przeszkolonych na Filipinach, przerzucanych łodziami rybackimi do Wietnamu Północnego, gdzie niszczyli ważne gospodarczo i militarnie instalacje. Ponieważ łodzie były wolne, często padały łupem północnowietnamskich okrętów patrolowych. Aby temu zaradzić, Amerykanie postanowili wyposażyć południowowietnamskie drużyny dywersyjne w bardzo szybkie kutry torpedowe typu Nasty. Zrewidowany plan akcji dywersyjnej nazwano OPLAN 34A i pod nadzorem Marynarki USA wdrożono go w życie w 1963 roku. Dla ochrony całej akcji postanowiono użyć okrętów US Navy, patrolujących wody przybrzeżne Wietnamu Północnego w ramach pomocniczej operacji Desoto. Jednocześnie marynarka wojenna Wietnamu Północnego, chcąc przechwytywać szybkie łodzie typu Nasty, zanim wysadzą one dywersantów lub ostrzelają instalacje brzegowe w Wietnamie Północnym, znacznie zwiększyła liczbę patroli swoich kutrów torpedowych na wodach międzynarodowych wzdłuż przewidywanych tras ich kursowania.

### Incydent w Zatoce Tonkińskiej
31 lipca 1964 roku operujący na wodach Zatoki Tonkińskiej amerykański niszczyciel USS „Maddox” wznowił misję wspierania działań komandosów południowowietnamskich na dwóch wysepkach Wietnamu Północnego; uprawiał ponadto szpiegostwo elektroniczne, prowadząc nasłuch radiostacji północnowietnamskich. Okręt na wodach terytorialnych Wietnamu Północnego rzekomo został zaatakowany przez trzy północnowietnamskie kutry torpedowe. W odpowiedzi na atak, przy wsparciu lotniskowca USS „Ticonderoga”, Maddox zniszczył północnowietnamski kuter torpedowy i uszkodził dwa inne. Sam odniósł niewielkie, powierzchowne uszkodzenia od ognia 14,5-milimetrowego wielkokalibrowego karabinu maszynowego. Następnie wycofał się na wody południowowietnamskie, gdzie dołączył do niszczyciela USS „Turner Joy”.

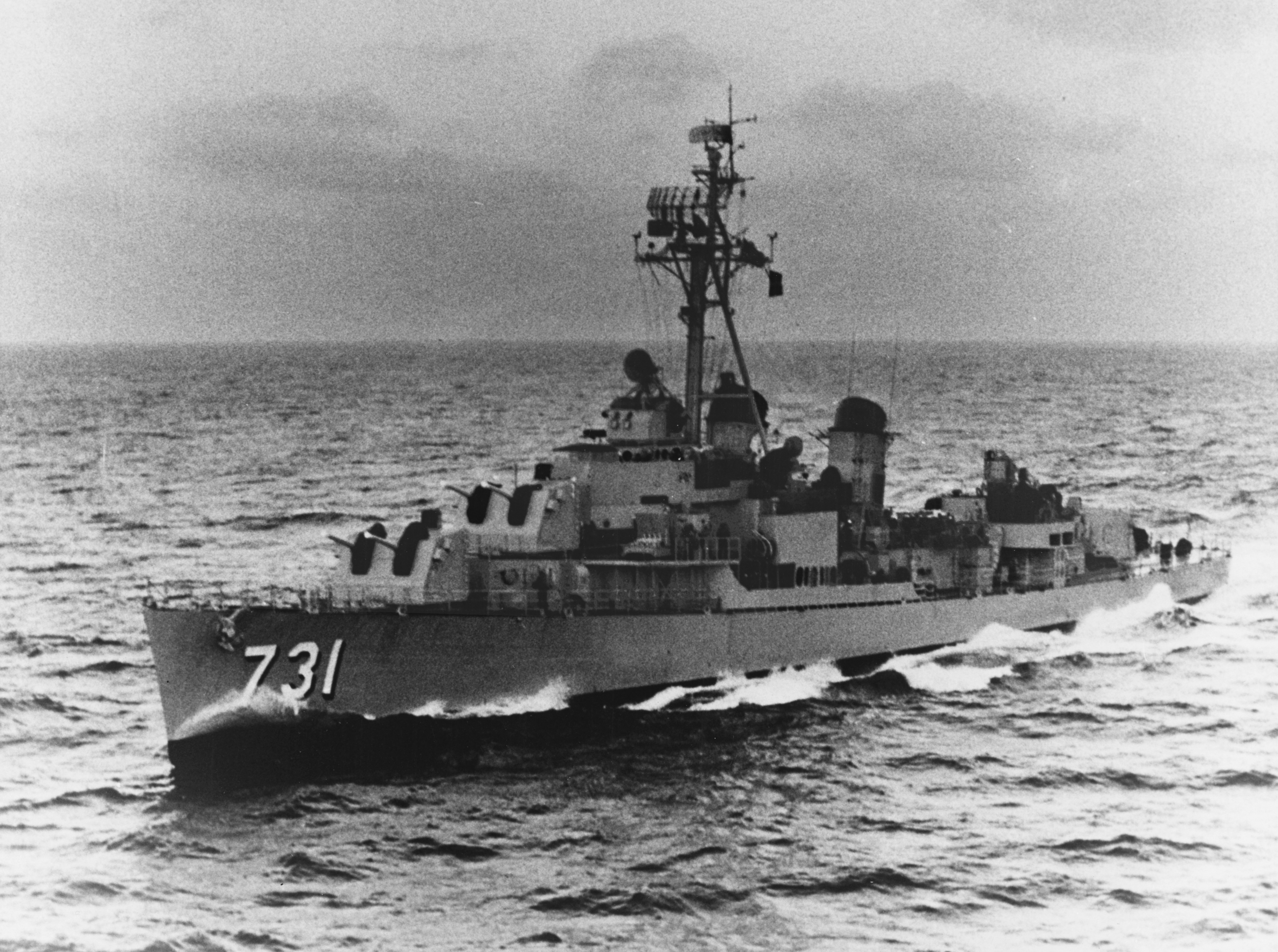
Amerykański niszczyciel USS „Maddox”

4 sierpnia 1964 roku „Maddox” i „Turner Joy” ponownie patrolowały wody międzynarodowe u wybrzeży Wietnamu Północnego. Wobec sygnałów radarowych „Maddoxa” o ataku torpedowym obie jednostki rozpoczęły intensywny ostrzał celów widocznych na radarze i manewry w celu uniknięcia trafień przez torpedy. Powojenne ustalenia (m.in. komisji senackiej USA) niezbicie dowiodły, że nie było ponownego ataku na okręt „Maddox”. Incydent z 4 sierpnia był albo pomyłką obsługujących radar marynarzy, albo świadomą mistyfikacją administracji prezydenta i CIA, mającą usprawiedliwić bombardowanie północnowietnamskich portów, co nastąpiło następnego dnia o świcie.
Okoliczności ataku były niejasne. Lyndon Johnson skomentował to w słowach do podsekretarza stanu George’a Balla: „ci marynarze chyba strzelali do latających ryb”. Niemniej 7 sierpnia Senat USA zatwierdził rezolucję w sprawie Zatoki Tonkińskiej, która dawała pozwolenie prezydentowi Johnsonowi na eskalację działań zbrojnych przeciw Wietnamowi Północnemu. Wyniki głosowania w Kongresie – 416 „za”, nikt się nie wstrzymał i nikt nie był przeciw. W Senacie „za” głosowało 88 senatorów, a 2 było „przeciw”.

### Rolling Thunder
W roku 1964 Amerykanie, chcąc zniszczyć wietnamskie szlaki i bazy zaopatrzeniowe, rozpoczęli bombardowania wschodniego Laosu. 2 marca 1965 rozpoczęli zmasowane bombardowania Wietnamu Północnego w ramach operacji Rolling Thunder, która trwała do października 1968 roku.

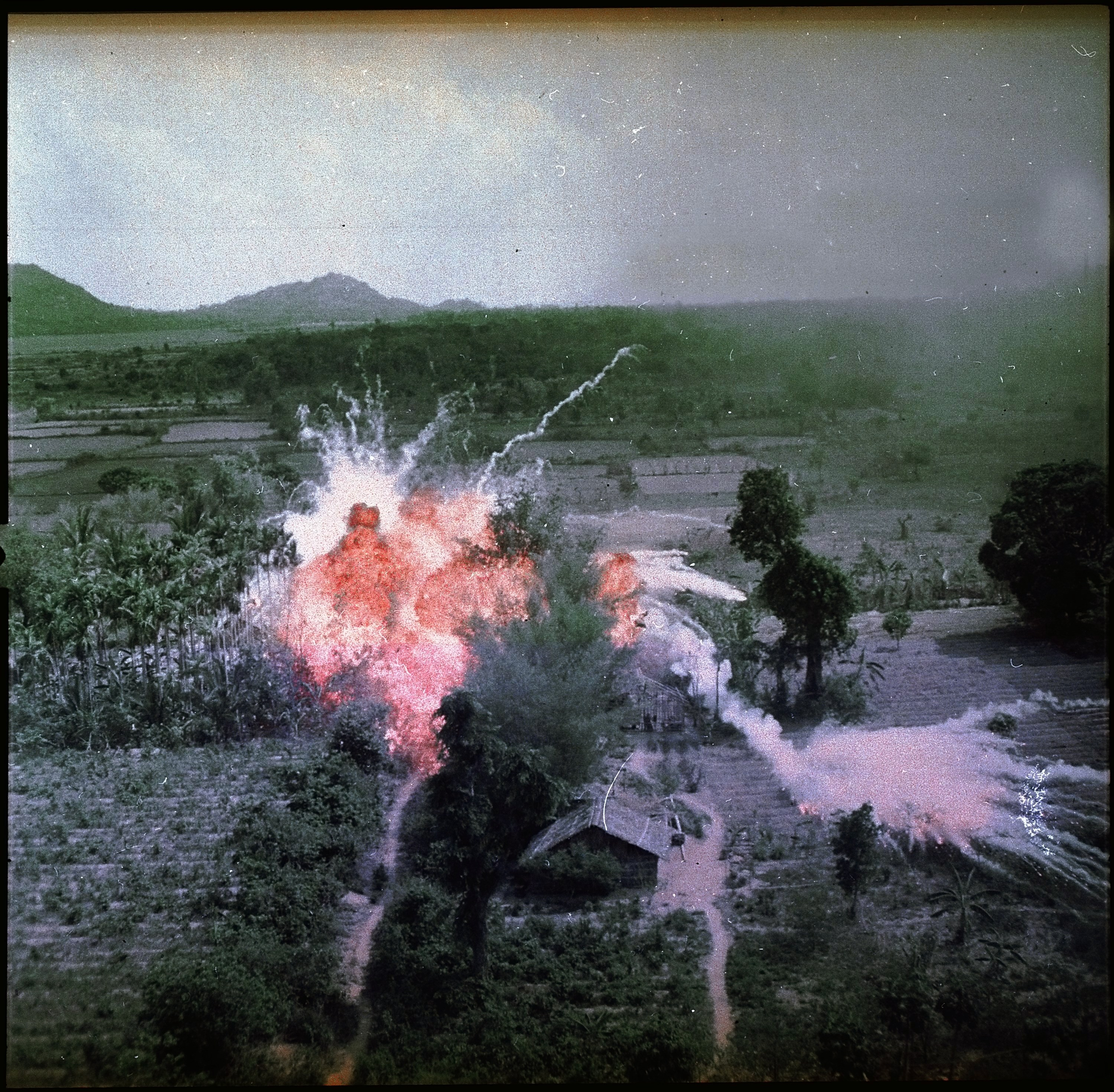
Atak przy użyciu bomb fosforowych

W pierwszym etapie operacji Rolling Thunder zastosowano samoloty Republic F-105D Thunderchief i Martin B-57 Canberra z towarzyszącą osłoną myśliwców North American F-100 Super Sabre w celu zniszczenia głównych dróg i linii kolejowych. Początkowo północnowietnamskie MiG-i-17 miały przewagę w bitwach powietrznych, dopiero wprowadzenie przez lotnictwo amerykańskie nowych samolotów McDonnell Douglas F-4 Phantom II pozwoliło na uzyskanie panowania w powietrzu.

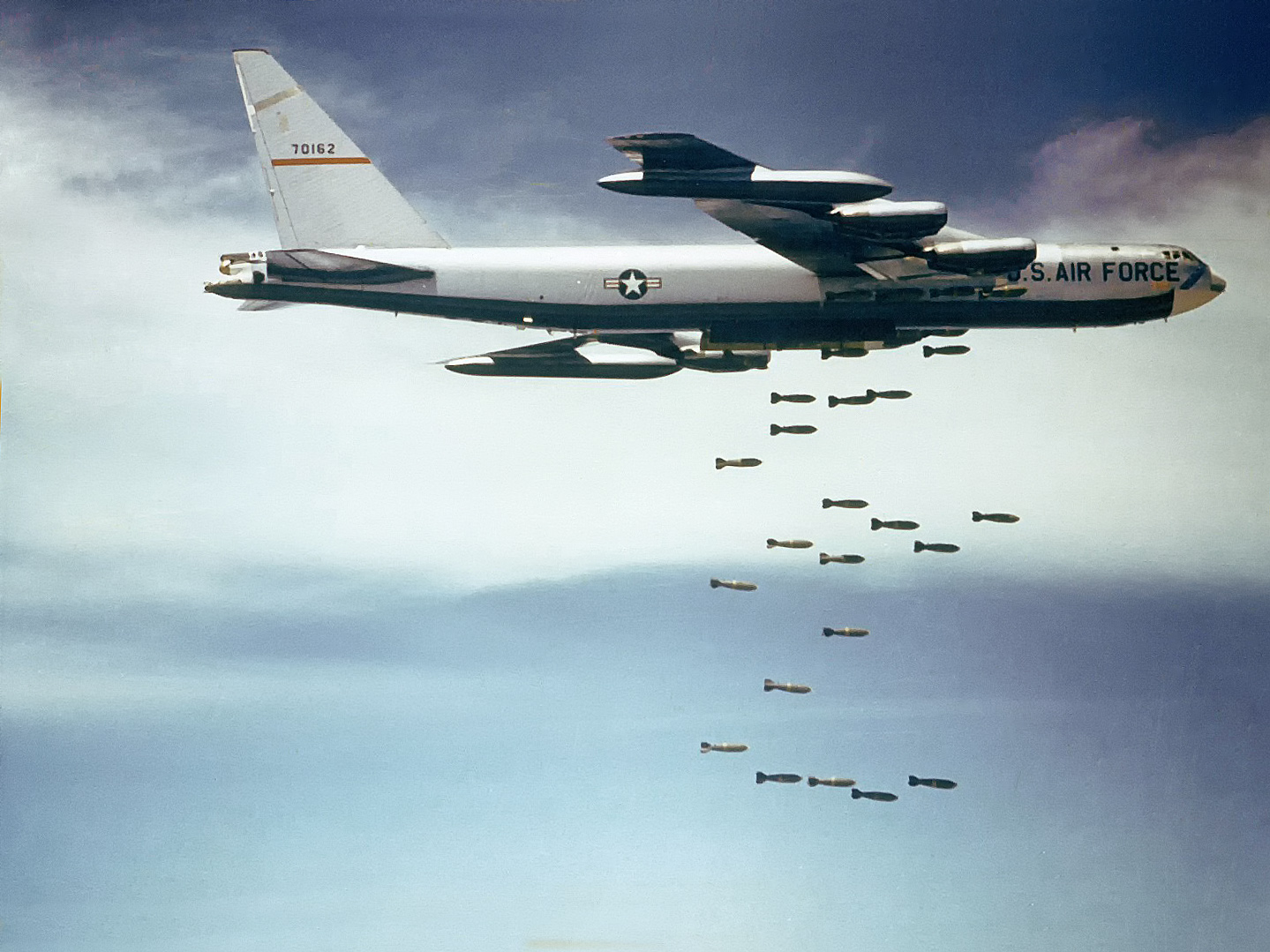
Nalot B-52 na Wietnam Północny

W kwietniu 1965 roku podjęto decyzję o zastosowaniu Boeingów B-52 Stratofortress – bombowców strategicznych dalekiego zasięgu startujących z bazy wojskowej Andersona na Guamie. Ich pierwszym celem były bazy Wietkongu w prowincji Bình Dương w Wietnamie Południowym. Mimo iż zrzucono 1275 ton bomb o wagomiarze 337 kg, nie uzyskano satysfakcjonujących efektów, tracąc przy tym pięć maszyn. Niedługo potem wprowadzono do walki bombowce w nowszej wersji B-52D. Do 1968 roku samoloty amerykańskie zrzuciły na cele w Wietnamie Północnym 605 000 ton bomb.
Równocześnie podczas całej operacji Rolling Thunder prowadzono również intensywne ataki lotnicze przeciwko siłom komunistycznym na terytorium Wietnamu Południowego, szczególnie wzdłuż Szlaku Ho Chi Minha, którym przerzucano na południe broń, amunicję, sprzęt, a w końcu także żołnierzy regularnej armii północnowietnamskiej. Tu podczas nalotów dywanowych na masową skalę stosowano napalm i defolianty, aby zniszczyć dżunglę, która była oparciem partyzantki wietnamskiej. Następstwami zastosowania silnie trującej substancji Agent Orange były w ciągu następnych lat choroba i inwalidztwo 400 000 Wietnamczyków oraz ponad 38 000 żołnierzy amerykańskich.

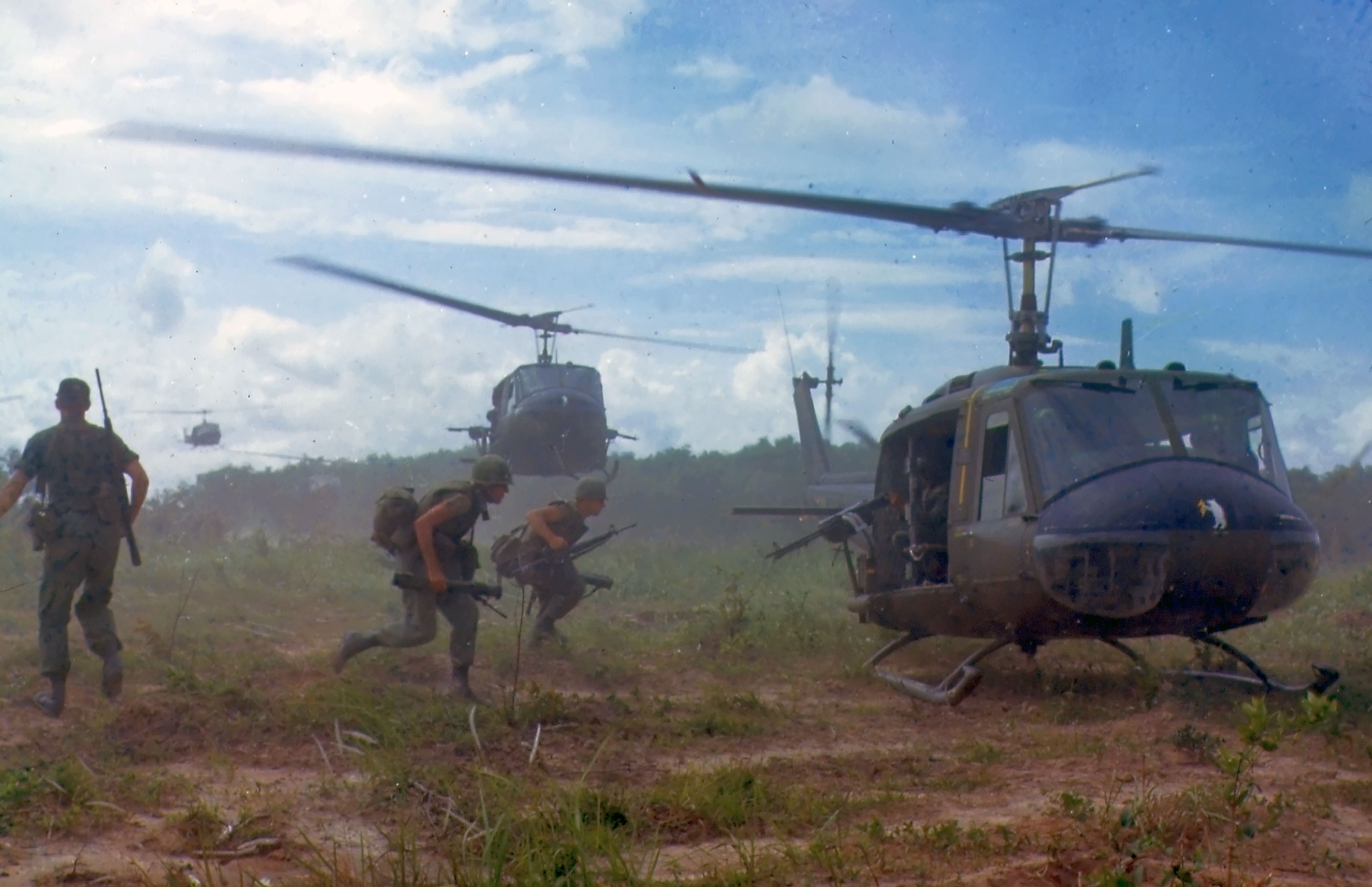
Śmigłowce US Navy na polu walki (1966)

Nasilające się ataki amerykańskie stopniowo traciły swoją skuteczność, gdyż od 1968 partyzanci Wietkongu znali wcześniej cele bombardowań oraz kierunki wielu operacji armii amerykańskiej i zwykle ewakuowali się przed mającymi nastąpić uderzeniami. Informacje te przekazywane były sztabom północnowietnamskim z komórek rozpoznania elektronicznego radzieckiego wywiadu wojskowego GRU. Dzięki informacjom agenta KGB, Johna Anthony’ego Walkera, chorążego łączności ze sztabu dowódcy floty okrętów podwodnych na Atlantyku (COMSUBLANT, ang. Commander Submarine Force US Atlantic Fleet), GRU wszedł w posiadanie w styczniu 1968 listy kodów szyfrujących do urządzenia kryptograficznego KL-47.
Dzięki temu GRU odczytał w następnych kilku latach ponad milion amerykańskich szyfrogramów, m.in. wszystkich rozkazów dotyczących nalotów na Wietnam Północny, pochodzących bezpośrednio od Dowódcy Sił Pacyfiku (CINCPAC, ang. Commander in Chief Pacific), oraz szczegóły wielu celów operacji wojskowych. Walker przekazywał informacje KGB i GRU praktycznie do 19 maja 1985, kiedy został zdemaskowany przez FBI i aresztowany pod zarzutem szpiegostwa. Za swoją działalność otrzymywał od radzieckiego wywiadu wynagrodzenie finansowe, a w uznaniu zasług otrzymał tytuł admirała floty radzieckiej. Radziecki generał KGB, Borys Aleksandrowicz Sołomatin, oficer prowadzący i nadzorujący Walkera, powiedział, że był on „najważniejszym szpiegiem kiedykolwiek zwerbowanym przez KGB”. Z kolei inny wysoki oficer KGB, Witalij Jurczenko, stwierdził, zwracając się do Amerykanów po zakończeniu wojny, iż działalność Walkera była najważniejszą sprawą w historii KGB: „Bez niego nie moglibyśmy odczytać milionów waszych wiadomości. Gdyby między nami wybuchła wtedy wojna, wygralibyśmy ją”.

### Program Feniks
W ramach zorganizowanego i finansowanego przez CIA programu Feniks (ang. Phoenix), wdrażanego od początku lat sześćdziesiątych i wymierzonego w quasi-wywiadowczą strukturę dywersyjną Wietkongu, funkcjonującą w Wietnamie Południowym i krajach ościennych (Laos i Kambodża), nazywaną przez CIA Infrastrukturą Wietkongu (ang. VCI, Viet Cong Infrastructure), tylko w roku 1969 zneutralizowano ponad 19 tys. domniemanych zwolenników i członków NFW, z czego 6 tys. zabito. Po załamaniu się ofensywy Tết 170 tys. byłych partyzantów zdecydowało się do przejścia na stronę Wietnamu Południowego. Ujawnienie, że w ramach programu torturowano i zgładzono tysiące często niewinnych ludzi (oskarżonych niejednokrotnie, np. w wyniku waśni sąsiedzkich czy spraw o długi, o sympatyzowanie z NFW) zakończyło się głośnym skandalem międzynarodowym.
Program Feniks przyniósł w latach sześćdziesiątych zadowalające rezultaty w Laosie, gdzie zlikwidowano wielu agentów KGB z tzw. pierwszego zarządu głównego (wywiad zagraniczny), funkcjonujących w strukturach Wietkongu, oraz innych doradców wywiadowczych z Pathet Lao i Chińskiej Republiki Ludowej. W tym czasie lotnictwo USMC przeprowadziło 61 457 lotów bojowych.
W celu likwidacji domniemanych członków VCI w terenie zwykle otaczano podejrzaną wioskę i po przeszukaniu przymusowo przesiedlano ludność do tzw. wiosek strategicznych. W przypadku prób samowolnego opuszczenia wioski lub napotkania kogokolwiek w strefie ogłoszonej za objętą działaniami wojennymi, otwierano ogień. Operacje przeprowadzano siłami lokalnych sił samoobrony i policji, a nie wojska, co pozwalało uniknąć zniszczeń.

## Ofensywa Tết

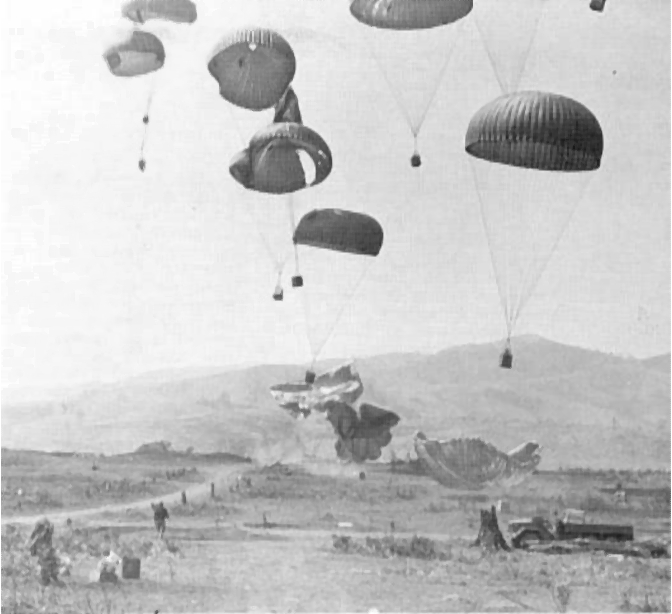
Zrzut zaopatrzenia pod Khe Sanh (1968)

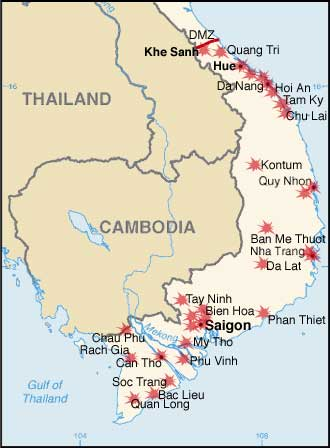
Mapa działań w trakcie ofensywy Tết

Punktem zwrotnym był rok 1968 – Ofensywa Tết. 30 stycznia (Nowy Rok według kalendarza chińskiego) siły komunistyczne złamały niepisane zawieszenie broni, atakując najważniejsze bazy oraz dążyły do przeniesienia walk do miast – walki objęły Sajgon. Między innymi ciężkie walki toczyły się o „miasto cesarskie” – Huế, gdzie amerykańska piechota morska wraz z Armią Republiki Wietnamu (ARVN) stawiały opór komunistom. Po zdobyciu miasta siły Wietkongu oraz armii Wietnamu Północnego dokonały masakry ludności cywilnej, w większości osób z wyższym wykształceniem, a także wszystkich pracowników administracji cywilnej. Oblicza się, że w ciągu 24 dni sprawowania kontroli wymordowano 2300 cywilów, wśród których znajdowali się także obywatele francuscy, amerykańscy i zachodnioniemieccy.
Z czysto wojskowego punktu widzenia ofensywa Tết była porażką komunistów, mimo wsparcia ze strony ZSRR i ChRL w postaci sprzętu i doradców wojskowych (przebywających na stałe w Wietnamie Północnym). Wietkong nie był w stanie uzyskać znaczącej przewagi militarnej zarówno przed, jak i w czasie Ofensywy Tết.
Kampania okazała się jednak wielkim sukcesem psychologicznym i propagandowym – skala ataków dała do zrozumienia amerykańskiej opinii publicznej, że oficjalne komunikaty rządu amerykańskiego o przebiegu wojny były zdecydowanie zbyt optymistyczne. Stało się jasne, że setki tysięcy żołnierzy amerykańskich, obecnych przez trzy lata w Wietnamie, nie zdołały pokonać komunistycznych partyzantów. W wyniku tego nastąpił gwałtowny spadek zaufania i poparcia dla administracji prezydenta Johnsona.

## Wojna propagandowa
Na nastawienie amerykańskiej opinii publicznej wpływała także w niemałym stopniu międzynarodowa kampania dezinformacyjna prowadzona przez ZSRR – wywiad radziecki KGB sponsorował wiele organizacji, partii politycznych, a także poszczególnych dziennikarzy, krytycznie wypowiadających się o amerykańskiej interwencji w Wietnamie. KGB całkowicie kontrolował m.in. Światową Radę Pokoju (WPC, ang. World Peace Council), kierowaną przez indyjskiego komunistę Romesha Chandra, przeznaczając na nią co roku środki finansowe w wysokości 50 mln dolarów. WPC utrzymywała swoich przedstawicieli w siedzibach ONZ w Nowym Jorku i Genewie oraz w paryskim UNESCO, wywierając niemały wpływ na kształtowanie opinii publicznej i nastrojów społecznych w odniesieniu do wojny w Wietnamie. KGB zakładał także opiniotwórcze gazety, jak np. indyjski „Free Press Journal” (cytowany i nagłaśniany przez zachodnie dzienniki np. „The Times” i publikatory w samym ZSRR np. „Radio Moskwa”), które na zlecenie ZSRR krytykowały politykę USA w rejonie Indochin, często fabrykując informacje. W marcu 1968 (w czasie Ofensywy Tết w Wietnamie) podano wiadomości o zapasach amerykańskiej broni bakteriologicznej w Wietnamie i Tajlandii, zostały one nagłośnione na świecie m.in. za pomocą innego kontrolowanego przez KGB tygodnika „Blitz”, który napisał, że Stany Zjednoczone przyznają się do używania broni bakteriologicznej i nuklearnej. Informacje te okazały się nieprawdziwe, jednak wielu zachodnich artystów (np. Jane Fonda i Joan Baez, które w czasie wojny jeździły do Hanoi), naukowców i publicystów uwierzyło w te doniesienia, a gazety na ich podstawie przez kilka lat dezinformowały społeczeństwa państw zachodnich. „The Washington Post” określał bombardowania Wietnamu Północnego jako „dzikie i bezsensowne”, a wtórował mu „The New York Times” pisząc o „barbarzyństwie z epoki kamienia łupanego”.

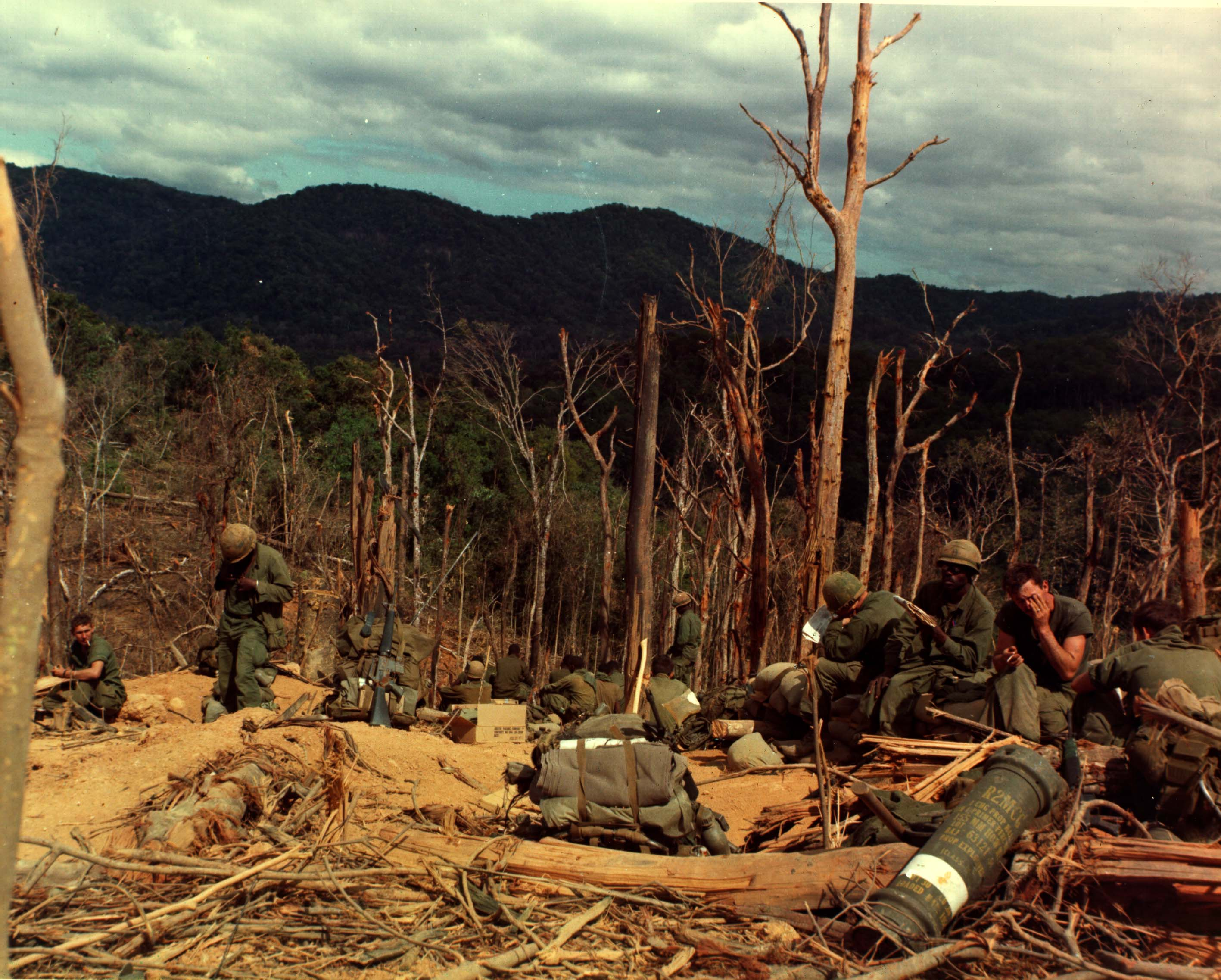
Amerykańscy żołnierze 4 Dywizji Piechoty (listopad 1967)

W tym samym czasie, na przełomie marca i kwietnia 1968 roku, amerykańscy wojskowi zażądali zwiększenia amerykańskich sił w Wietnamie o 206 tys. żołnierzy (czemu sprzeciwił się zdecydowanie amerykański sekretarz skarbu, Henry Fowler, głównie z uwagi na konieczność ograniczenia wydatków krajowych i cięcia w innych wydatkach na obronność) oraz inwazji na Laos i Kambodżę, co było nie do zaakceptowania przez amerykańską opinię publiczną. Zdając sobie sprawę z porażki swojej polityki w Wietnamie oraz coraz wyraźniej rysującego się konfliktu ze światem mediów, któremu Johnson zarzucał wypaczenie prawdy o Ofensywie Tết, prezydent ogłosił na wiosnę 1968 roku, że nie będzie ponownie kandydował w wyborach prezydenckich na jesieni. Podczas tego roku większość społeczeństwa amerykańskiego doszła do wniosku, że zaangażowanie się w Wietnamie było tragiczną pomyłką i powinno zostać jak najszybciej zakończone. Poparcie dla polityki Johnsona w odniesieniu do wojny wietnamskiej wynosiło 40% pod koniec 1967 roku, ale w marcu 1968 gwałtownie spadło do 26%. W tym czasie aż 78% obywateli USA było przekonanych, iż rząd nie potrafi rozwiązać trudnej sytuacji związanej z konfliktem, nie wiedząc jednak, czy armia amerykańska powinna zostać, czy wycofać się z Wietnamu. W istocie aż do 31 października 1968, kiedy to Johnson ogłosił wstrzymanie bombardowań Wietnamu Północnego i wyraził gotowość do rozmów pokojowych z rządem w Hanoi, jedynie 20% Amerykanów opowiadało się jednoznacznie za natychmiastowym wycofaniem się wojsk z Wietnamu.
Wybory prezydenckie w listopadzie 1968 roku wygrał Richard Nixon (Johnson w nich nie startował), w dużej mierze dzięki obietnicom, że będzie starał się szybko zakończyć udział Ameryki w konflikcie. W rzeczywistości jednak Nixon, zdecydowany przeciwnik komunizmu, uważał, że gwałtowne wycofanie wojsk amerykańskich z Wietnamu i wynikające z tego nieuchronne zwycięstwo komunistów, byłoby zbyt dużym ciosem dla prestiżu Ameryki. Dlatego zdecydował się szukać „pokoju z honorem”, czyli formuły, która pozwalałaby najpierw zmniejszyć, a potem zakończyć amerykański udział w wojnie tak, by nie wyglądała ona na amerykańską porażkę. W porozumieniu z nim nowy dowódca wojsk amerykańskich w Wietnamie, generał Creighton Abrams, rozpoczął proces „wietnamizacji”, to jest dozbrajania i szkolenia armii południowowietnamskiej przy jednoczesnym stopniowym wycofywaniu Amerykanów.

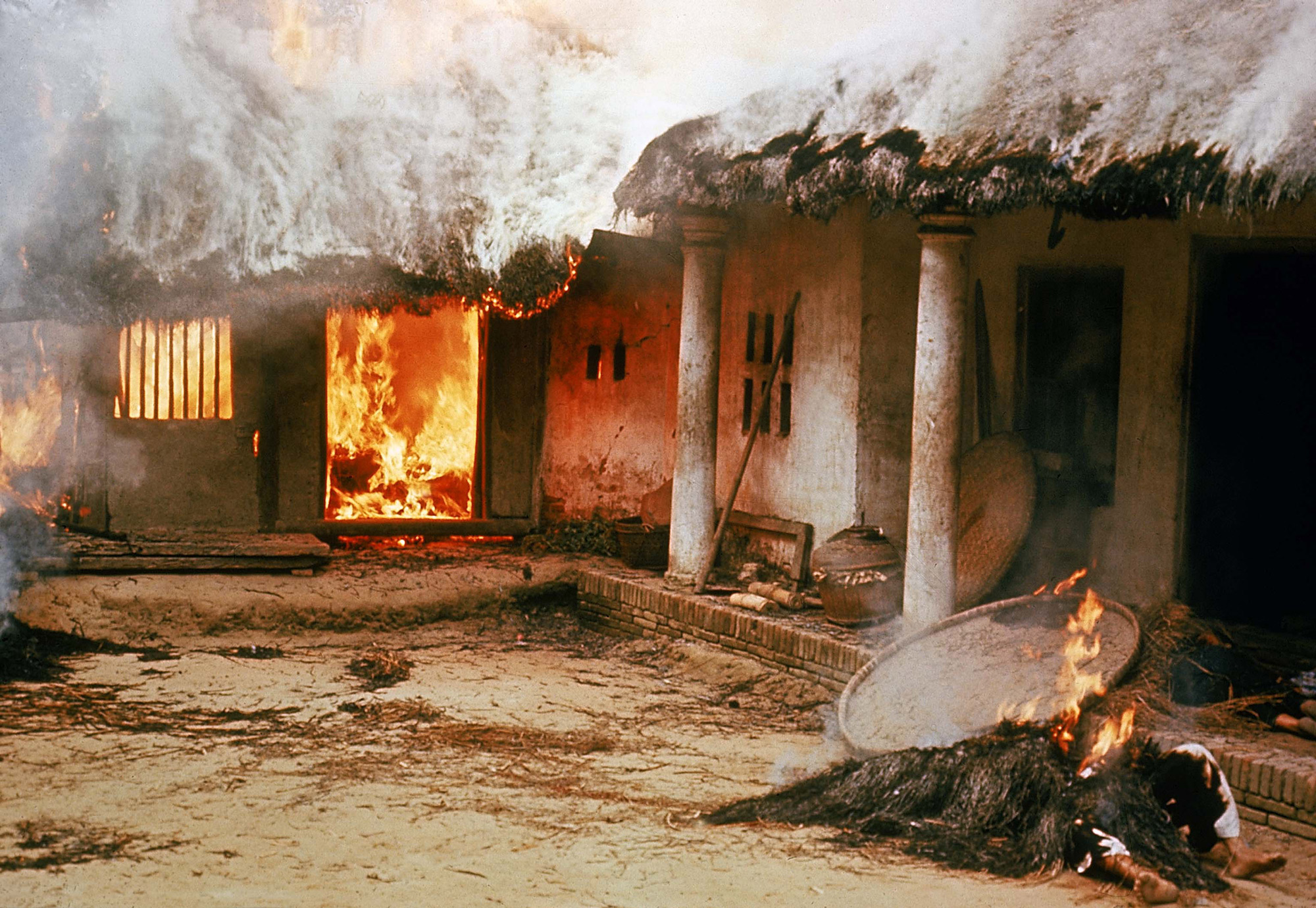
Masakra w Mỹ Lai – ciała zabitych w płonącej wsi, fot. Ronald L. Haeberle

Głośnym echem na świecie odbiła się masakra wioski Mỹ Lai w południowym Wietnamie, niedaleko stolicy prowincji, miasta Quảng Ngãi. Po serii strzałów oddanych w kierunku amerykańskiego oddziału, z rozkazu dowodzącego nim por. Williama Calleya dokonano tam 16 marca 1968 roku masakry 347 (według źródeł US Army), lub według innych szacunków 507 cywilnych mieszkańców, w większości kobiet i dzieci. Mimo późniejszego procesu (na Calleya został wydany wyrok dożywotniego pozbawienia wolności) sprawcy ostatecznie nie zostali ukarani, a oficer dowodzący masakrą po odejściu prezydenta Nixona został w 1974 roku zwolniony. Aferę ujawniono dopiero w 1969 roku i do połowy 1970 przesłuchano prawie 400 świadków w tej sprawie.

## Walki w Kambodży i Laosie

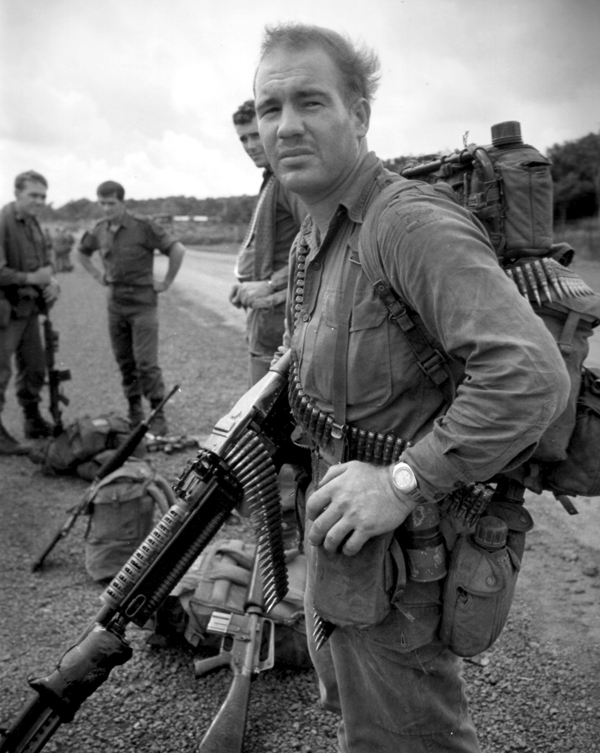
Australijski żołnierz w Wietnamie

17 marca 1970 król Kambodży Norodom Sihanouk (który tolerował okupację części kraju przez Wietkong oraz wspierał w latach następnych Czerwonych Khmerów), został obalony w wyniku przewrotu wojskowego, kiedy przebywał w Moskwie na rozmowach z komunistami radzieckimi. Przejęcie władzy przez wrogich komunistom wojskowych z gen. Lon Nolem na czele skłoniło Wietkong do ofensywy przeciw słabej armii kambodżańskiej. Działania Wietkongu zagroziły stolicy kraju, Phnom Penh. W odpowiedzi 30 kwietnia, chcąc wesprzeć oddziały Lon Nola oraz zniszczyć bazy zaopatrzeniowe Wietkongu, armia Wietnamu Południowego oraz wojska USA wkroczyły na kontrolowany przez Wietkong rejon Kambodży. Głównym efektem trwającej dwa miesiące operacji było ocalenie rządów Lon Nola, które zostały obalone dopiero przez Czerwonych Khmerów pięć lat później.
W 1971 roku, w ramach operacji Lam Sơn 719, armia Wietnamu Południowego licząca 20 tys. żołnierzy (później wsparta dodatkowymi 10 tys.; lądowe siły amerykańskie miały zakaz przekraczania granicy) przy wsparciu lotnictwa USA, dokonała inwazji na Laos, aby zniszczyć stacjonującą tam armię północnowietnamską w sile 50 tys. żołnierzy, wspomaganą przez 17 tys. bojowników Pathet Lao. Armia Wietnamu Północnego, stacjonująca w Laosie, mająca na celu zaatakowanie Wietnamu Południowego, zgromadziła siły uderzeniowe dysponujące 18 tys. ton sprzętu wojskowego (w tym czołgi, działa przeciwlotnicze i artyleria) i zaopatrzenia. Ataki wojsk Wietnamu Południowego (ARW) skoncentrowały się w rejonie szlaku Ho Chi Minha na terytorium Laosu, w odległości 35 km od granicy i kluczowej bazy zaopatrzeniowej Wietkongu w miejscowości Xépôn, która została zniszczona. Mimo początkowych sukcesów siłom inwazyjnym udało się jedynie na kilka miesięcy rozbić infrastrukturę Wietkongu w Laosie. Z tego punktu widzenia ofensywa była porażką. Amerykańskie straty wyniosły 176 zabitych, 42 zaginionych i 1942 rannych. Wietnam Południowy stracił 6 tys. ludzi. W czasie ofensywy zginęło 13,5 tys. żołnierzy Wietkongu i Pathet Lao (według strony północnowietnamskiej straty ARW miały być prawie dwukrotnie większe od strat poniesionych przez siły komunistyczne). Na wiosnę 1972 roku siły i infrastruktura Wietkongu i Pathet Lao w Laosie były praktycznie odbudowane i gotowe do działań ofensywnych.

## Koniec wojny

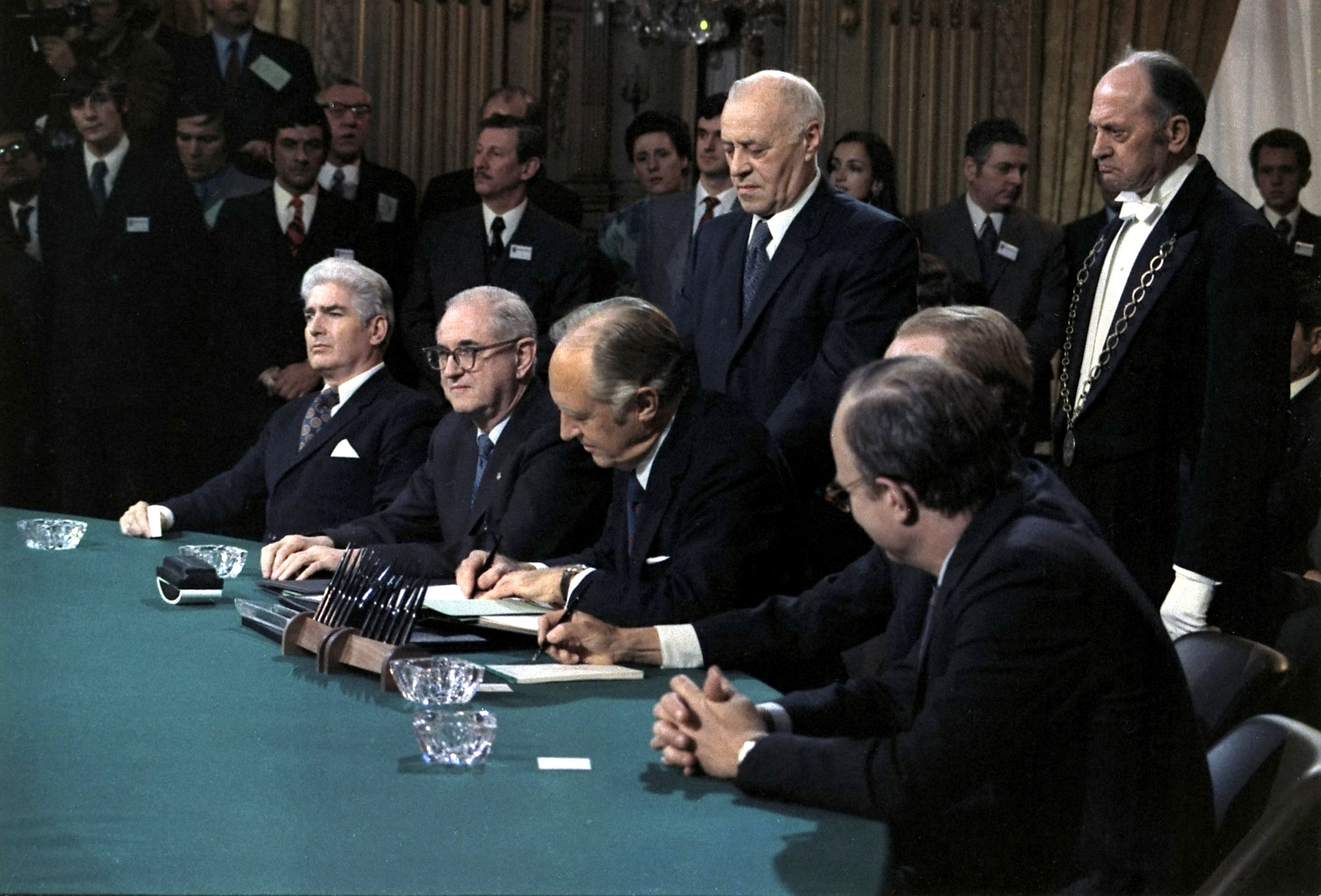
Paryskie rozmowy pokojowe (styczeń 1973)

Od 1969 toczyły się w Paryżu rokowania pokojowe Stanów Zjednoczonych z rządem północnowietnamskim, zakończone podpisaniem paryskich układów pokojowych w styczniu 1973. Po roku 1969 USA rozpoczęły proces stopniowego wycofywania swoich oddziałów, który zakończył się dwa miesiące po podpisaniu układu w Paryżu, 29 marca 1973. W tym samym czasie Stany Zjednoczone podjęły ogromne wysiłki, by wzmocnić armię Południowego Wietnamu, przekazując jej duże ilości uzbrojenia i zaopatrzenia, w procesie zwanym „wietnamizacją”. Wysiłki te przyniosły efekty, gdy w 1972 ARW, z minimalnym udziałem amerykańskich sił lądowych, lecz dalej z silnym amerykańskim wsparciem lotniczym, zdołała odeprzeć poważną ofensywę sił komunistycznych. Równolegle lotnictwo USA przeprowadziło zmasowane naloty na Hanoi i Hajfong. „Wyczyścimy cętkę tygrysa” oznajmiło dowództwo armii południowowietnamskiej, rozpoczynając operacje zaczepne przeciw partyzantom – przyniosły one ograniczone rezultaty, a pod kontrolą NFW nadal znajdowało się 50% terytorium.
W ciągu kolejnych kilkunastu miesięcy względnego spokoju Wietnam Północny prowadził intensywne przygotowania do ostatecznej ofensywy. Na terytorium Wietnamu Południowego przerzucono między innymi ponad 140 tysięcy żołnierzy, 400 czołgów i wielkie ilości zaopatrzenia i amunicji (pochodzące głównie z dostaw z ZSRR i ChRL). Dodatkowo ZSRR przekazał znaczne kwoty na pomoc gospodarczą i wojskową dla Wietnamu Północnego – w latach 1969–1973 komunistyczny rząd w Hanoi otrzymał kolejno 1,82 mld dolarów i 1,12 mld dolarów. W tym samym czasie Stany Zjednoczone, z powodu nacisku politycznego przeciwników zaangażowania w Wietnamie, poważnie ograniczyły wydatki na zaopatrzenie dla armii Południowego Wietnamu (w roku 1973 kwota wsparcia wyniosła jeszcze 2,3 mld dolarów, a w połowie 1974 zaledwie 1,1 mld). W wyniku tego ARW, zbudowana na modłę amerykańską, a więc wymagająca ogromnych i nieprzerwanych dostaw zaopatrzenia i amunicji, utraciła dużą część swojej efektywności – szwankował także system dystrybucji zaopatrzenia, co powodowało, iż posiadane zapasy sprzętu, amunicji i benzyny w 1975 roku były niewystarczające. Dodatkowo światowy kryzys paliwowy zwiększył ceny benzyny czterokrotnie, ograniczając w istotny sposób rezerwy paliwowe i ich dostępność. Poważnie podupadło morale armii, zwiększały się bezrobocie (wskutek wycofania się 350 tysięcy Amerykanów) i inflacja, szerzyły się korupcja i dezercje.

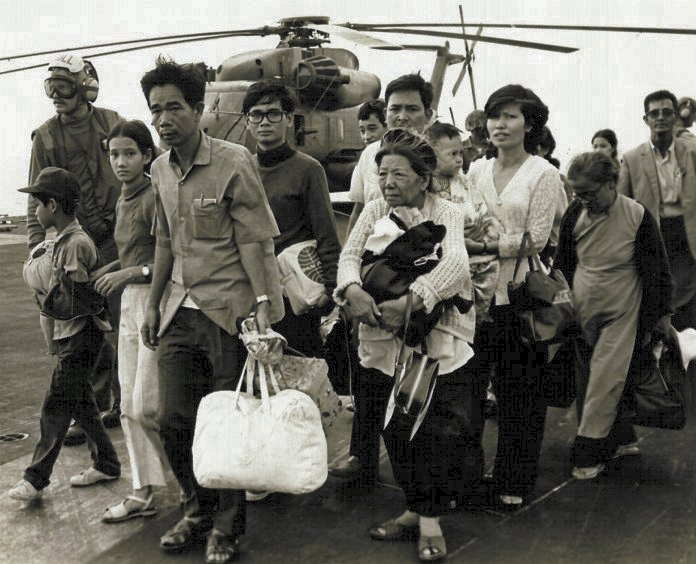
Południowowietnamscy uchodźcy ewakuujący się na pokład amerykańskiego okrętu podczas operacji Frequent Wind

W marcu 1975 roku rozpoczął się ostateczny atak armii północnowietnamskiej. Było to już po aferze Watergate i ustąpieniu prezydenta Richarda Nixona. Niektórzy historycy, jak Stanley Karnow czy Lewis Sorley, twierdzą, że gdyby Nixon pozostał u władzy, to z dużym prawdopodobieństwem Stany Zjednoczone udzieliłyby przynajmniej wsparcia lotniczego siłom ARW, dzięki temu dając jej szansę powtórzyć sukces z roku 1972. Pod słabym przywództwem tymczasowej administracji Geralda Forda takie posunięcie nie wchodziło w grę. Bez amerykańskiego lotnictwa sytuacja 200-tysięcznej ARW stała się beznadziejna, mimo że posiadała pewną przewagę w uzbrojeniu i sprzęcie w postaci 2000 czołgów i pojazdów opancerzonych, 500 samolotów bojowych i 1500 śmigłowców (po stronie przeciwnej walczyło 300 tysięcy żołnierzy i partyzantów NFW, wspieranych przez kilkaset czołgów, ale bez lotnictwa). Dały się jednak zauważyć upadek morale i szerzące się dezercje, na co ogromny wpływ miał brak amerykańskich samolotów w powietrzu.
25 marca komuniści zajęli Huế. W kwietniu generał Nguyễn Văn Thiệu podał się do dymisji i wyemigrował, a ARW uległa rozkładowi. 30 kwietnia po krótkich walkach padł Sajgon. Republika Wietnamu przestała istnieć.

## Straty
Straty zaangażowanych w konflikt stron:
- Wietnam Południowy – 196 863 zabitych i 502 tysiące rannych,
- Stany Zjednoczone – 58 325 zabitych, 313 tysięcy rannych (w tym 153 311 z trwałymi uszkodzeniami ciała) i 2413 zaginionych,
- Korea Południowa, Filipiny, Australia, Nowa Zelandia i Tajlandia łącznie – 5225 zabitych i około 12 tysięcy rannych.

Straty ludności cywilnej sięgały 2 milionów zabitych.
Spośród armii Wietnamu Północnego i Wietkongu około 900 tysięcy żołnierzy zostało zabitych, a spośród ludności cywilnej zginęło 65 tysięcy osób i 250 tysięcy zostało rannych (są to dane szacunkowe i niepełne).

## Wpływ wojny na Stany Zjednoczone
Wojna w Wietnamie poważnie zachwiała w społeczeństwie amerykańskim pewnością siebie i wiarą we własne możliwości. Przez następne dwadzieścia lat w amerykańskiej polityce istniał „syndrom Wietnamu”, czyli niechęć do angażowania sił amerykańskich w jakiekolwiek długotrwałe działania zbrojne w krajach Trzeciego Świata.
W Stanach Zjednoczonych wojna wywoływała ostre konflikty społeczne. Działania w Wietnamie wymagały powiększenia wielkości armii o dodatkowy milion żołnierzy. Powiększenie zakresu poboru i rosnące straty w Wietnamie prowadziły do masowego uchylania się od obowiązkowej służby wojskowej (ucieczki do Kanady i Meksyku, a nawet potajemnie na Kubę). 20 tysięcy osób znalazło się w sytuacji ukrywających się dezerterów, a około tysiąca osadzono w więzieniach.
Wśród żołnierzy walczących w Wietnamie szerzyła się narkomania. W 1971 roku liczba wojskowych hospitalizowanych w szpitalach z powodu przedawkowania narkotyków znacznie przewyższała liczbę rannych w walce. Według oficjalnych danych służby medycznej armii USA, 30% powracających z Wietnamu weteranów cierpiało na długotrwałe problemy psychiczne (PTSD), a 20% – przejściowo. Zaostrzyły się też konflikty między bogatymi i biednymi warstwami społeczeństwa, jako że poborowi pochodzili w większości z tych ostatnich.
Najmocniej odczuwalnym problemem z dyscypliną w szeregach armii amerykańskiej stał się tzw. fragging (z ang. fragmentation – rozdrobnienie, rozbicie, rozpryśnięcie się), czyli wrzucenie granatu do namiotu lub strzał w plecy dowódcy, który np. wydał rozkaz wykonania zbyt niebezpiecznego, w opinii żołnierza, zadania. W latach 1969–1971 US Army donosiła o ponad 700 incydentach „fraggingu”, co zaowocowało 82 przypadkami śmierci i 651 zranień. Tylko w 1971 roku doliczono się 1,8 takich incydentów na każdy tysiąc żołnierzy.
| Siły USA w Wietnamie | Siły USA w Wietnamie |
| -------------------- | -------------------- |
| 31 XII 1960          | 900                  |
| 31 XII 1961          | 3200                 |
| 31 XII 1962          | 11 500               |
| 31 XII 1963          | 16 300               |
| 31 XII 1964          | 23 300               |
| 31 XII 1965          | 184 300              |
| 31 XII 1966          | 425 300              |
| 31 XII 1967          | 485 600              |
| 31 XII 1968          | 536 100              |
| 31 XII 1969          | 474 400              |
| 31 XII 1970          | 335 800              |
| 9 VI 1971            | 250 900              |

Brutalnie rozpędzano demonstracje antywojenne. Przypadkiem skrajnym była masakra na uniwersytecie w Kencie, gdzie w 1970 roku Gwardia Narodowa zastrzeliła czterech demonstrujących studentów. Wydarzenia te wstrząsnęły Ameryką. Duża część społeczeństwa amerykańskiego doszła do wniosku, że działania wojsk amerykańskich w Wietnamie są nielegalne lub wręcz zbrodnicze. To doprowadziło do ogromnego spadku zaufania do sił zbrojnych i instytucji rządowych. Konflikty te miały wpływ na reorganizację armii amerykańskiej, która została całkowicie uzawodowiona w okresie rządów prezydenta Nixona i jego następców.

## Bilans wojny – Wietnam i kraje ościenne
Głównym następstwem zwycięstwa komunistów, oprócz opanowania całego terytorium Wietnamu, było narzucenie społeczeństwom Wietnamu Południowego, Laosu i Kambodży komunistycznych metod rządzenia. Uwolniono 80 tysięcy więźniów reżimu południowowietnamskiego, lecz w ciągu kilku miesięcy od zdobycia Sajgonu w obozach „reedukacji” zamknięto ponad 300 tysięcy ludzi – studentów, intelektualistów, zakonników, żołnierzy, policjantów, urzędników reżimu południowowietnamskiego oraz polityków (w tym także komunistycznych). Wiele innych osób wymordowano od razu. Szacuje się, iż przez kompleks wietnamskich obozów „reedukacyjnych” do roku 1986 przewinęło się od 500 tys. do 1 mln ludzi (średnio populacja w Wietnamie w czasie wojny wynosiła ok. 38 mln ludzi – 18 mln na południu, 20 mln na północy).
Dodatkowym efektem wojny było także utworzenie przez radziecki wywiad wojskowy GRU jednej z trzech największych stacji rozpoznania radioelektronicznego w zatoce Cam Ranh na południu Wietnamu, obsługującej rejon Pacyfiku – razem ze stacją nasłuchową w Lourdes na Kubie oraz kolejną zlokalizowaną nieopodal Adenu w Jemenie tworzyła ona filary światowej sieci zwiadu radioelektronicznego ZSRR. Bazę w Cam Ranh Rosjanie opuścili dopiero w 2002 roku.

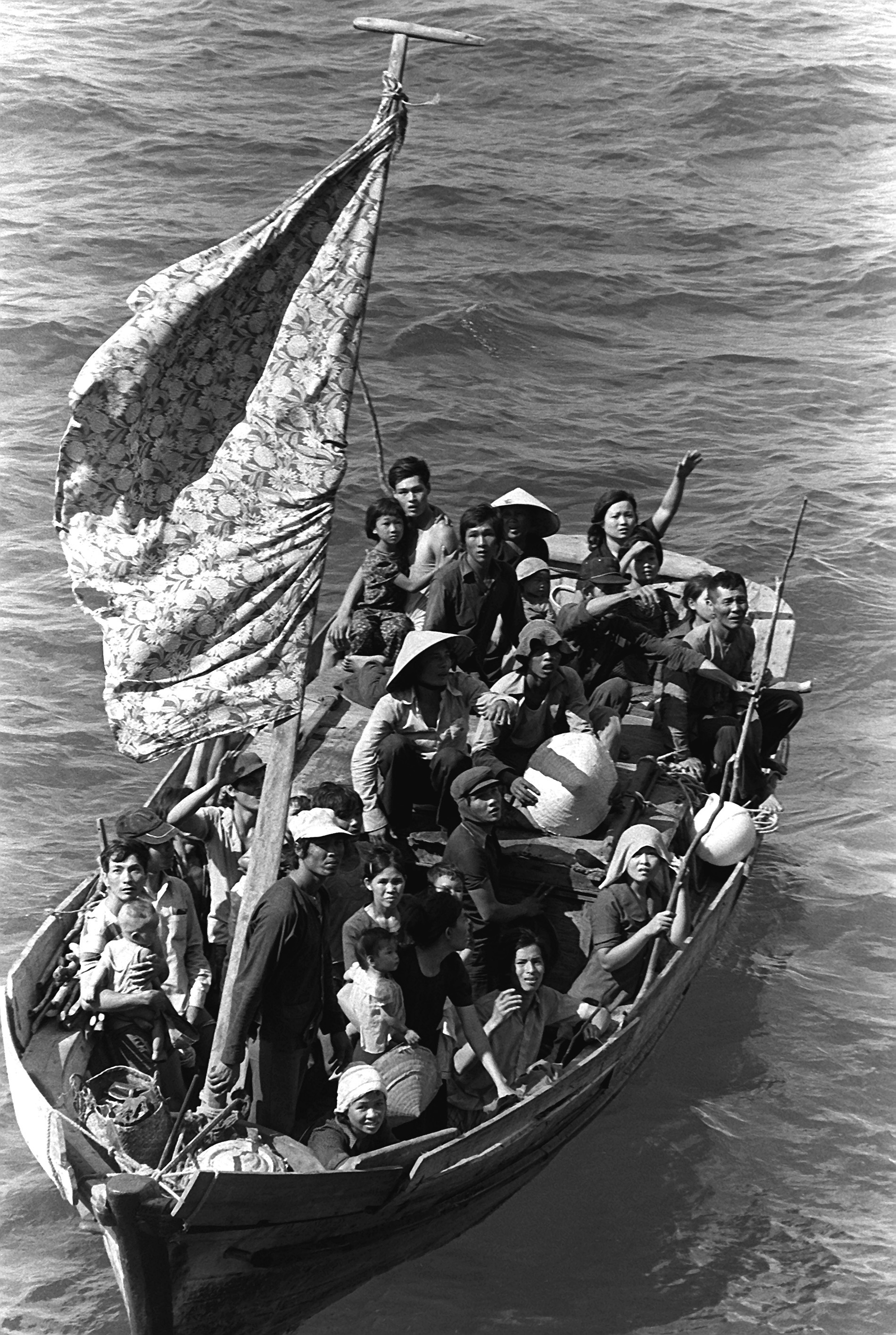
Wietnamscy boat people oczekujący na ratunek

Jednocześnie rezultatem kosztownego konfliktu zbrojnego z Kambodżą i sankcji gospodarczych państw zachodnich oraz wojny z ChRL w 1979 roku, był gwałtowny spadek poziomu życia. W efekcie w ciągu następnych kilkunastu lat miliony mieszkańców Wietnamu podejmowały próby ucieczki z Wietnamu, w większości drogą morską (boat people). Liczba uciekinierów zarejestrowanych przez Wysokiego Komisarza ONZ do spraw uchodźców wyniosła ponad 1,5 miliona – wśród nich były także liczne mniejszości narodowe (np. Hmong). Stany Zjednoczone przyjęły ponad 160 tysięcy tych uchodźców. Tysiące ludzi straciło życie w czasie ucieczki przez Morze Południowochińskie i Kambodżę.
Upadek Wietnamu Południowego umożliwił komunistom ostateczne opanowanie Laosu i Kambodży. W Laosie komuniści wietnamscy wsparli rząd Pathet Lao, na którego czele stanął prezydent książę Souphanouvong, pozostający pod kontrolą Hanoi (układ o przyjaźni z 1977 r.). Jego interesów strzegło do 1988 roku kilkadziesiąt tysięcy żołnierzy wietnamskich. Nowy reżim osadził około 30 tysięcy osób w obozach reedukacyjnych, niszczył bazy antykomunistycznej partyzantki i ponosi odpowiedzialność za śmierć kilkudziesięciu tysięcy laotańskich uchodźców. Wiele tysięcy osób, zwłaszcza członków plemienia Meo (Hmong), od lat walczących z komunistami, uciekło do Tajlandii.
Natomiast w Komunistycznej Partii Kambodży, której zwolennikami byli Czerwoni Khmerzy, którymi kierował Pol Pot, zdecydowaną przewagę zdobyło maoistowskie skrzydło antywietnamskie i prochińskie. Natychmiast po zdobyciu Phnom Penh Czerwoni Khmerzy rozpoczęli wprowadzanie ludobójczego eksperymentu społecznego – przymusowej budowy społeczeństwa bezklasowego. Jego efektem była śmierć ponad 1,5 miliona osób w ciągu następnych czterech lat do momentu inwazji armii wietnamskiej, która obaliła Czerwonych Khmerów w styczniu 1979 roku. Czerwoni Khmerzy, jako siła antywietnamska, uzyskali wówczas wsparcie polityczne i pomoc ChRL, stanowiąc trzon sił zbrojnych opozycji. Wojna domowa zakończyła się w latach dziewięćdziesiątych kompromisem sił prowietnamskich, którymi kierował premier Hun Sen, z monarchistami i ostateczną klęską Czerwonych Khmerów.
Wietnam w roku 1986 odszedł od gospodarki planowej, zaś w 1989 wycofał się z Kambodży, co przyniosło wyraźną poprawę sytuacji politycznej w regionie. W 1995 roku nawiązał stosunki dyplomatyczne z USA i w tym samym roku (28 lipca) uzyskał członkostwo w ASEAN.